# Liste der Bodendenkmäler in Marloffstein
Auf dieser Seite sind die Bodendenkmäler in der mittelfränkischen Gemeinde Marloffstein zusammengestellt. Diese Tabelle ist eine Teilliste der Liste der Bodendenkmäler in Bayern. Grundlage ist die Bayerische Denkmalliste, die auf Basis des Bayerischen Denkmalschutzgesetzes vom 1. Oktober 1973 erstmals erstellt wurde und seither durch das Bayerische Landesamt für Denkmalpflege geführt wird. Die folgenden Angaben ersetzen nicht die rechtsverbindliche Auskunft der Denkmalschutzbehörde.

## Bodendenkmäler in Marloffstein
| Lage                    | Objekt | Akten-Nr.     | Bild           |
| ----------------------- | --- | ------------- | -------------- |
| Marloffstein (Standort) | Bestattungsplatz vorgeschichtlicher Zeitstellung mit Brandgräbern.                                            | D-5-6332-0026 |                |
| Marloffstein (Standort) | Siedlung vorgeschichtlicher Zeitstellung.                                                                     | D-5-6332-0056 |                |
| Marloffstein (Standort) | Mittelalterliche und frühneuzeitliche Befunde im Bereich des Schlosses Marloffstein.                          | D-5-6332-0184 | weitere Bilder |
| Marloffstein (Standort) | Mittelalterliche und frühneuzeitliche Befunde im Bereich des Schlosses von Adlitz und seiner Vorgängerbauten. | D-5-6332-0202 | weitere Bilder |
| Marloffstein (Standort) | Mittelalterliche und frühneuzeitliche Befunde im Bereich des Schlosses Atzelsberg und seiner Vorgängerbauten. | D-5-6332-0204 | weitere Bilder |
| Marloffstein (Standort) | Archäologische Befunde im Bereich des ehem. frühneuzeitlichen Adelssitzes Wunderburg.                         | D-5-6332-0207 |                |